# آل لعجم الشاقة (المحفد)
آل لعجم الشاقه (المحفد)

تعديل مصدري - تعديل

آل لعجم الشاقة هي إحدى قرى عزلة المحفد بمديرية المحفد التابعة لمحافظة أبين، بلغ تعداد سكانها 102 نسمة حسب تعداد اليمن لعام 2004.